# L'Esperance Rock
L'Esperance Rock, antes French Rock, y previamente Brind Rock (nombrado en honor a William Darby Brind), es el  islote más sureño de islas Kermadec, al norte de Nueva Zelanda. Localizado a 80 kilómetros al sur de isla Curtis y a 600 Kilómetros noreste de cabo del Este en la isla Norte de Nueva Zelanda, en las coordenadas 31°26′S 178°54′O / -31.433, -178.900. La roca más pequeña de L'Havre se ubica a 8 kilómetros al noroeste de L'Esperance; es un arrecife que apenas llega a la superficie. Las dimensiones de L'Esperance Rock son 250 metros de diámetro con una superficie de 4.8 hectáreas. Se eleva a una altitud de 70 metros.

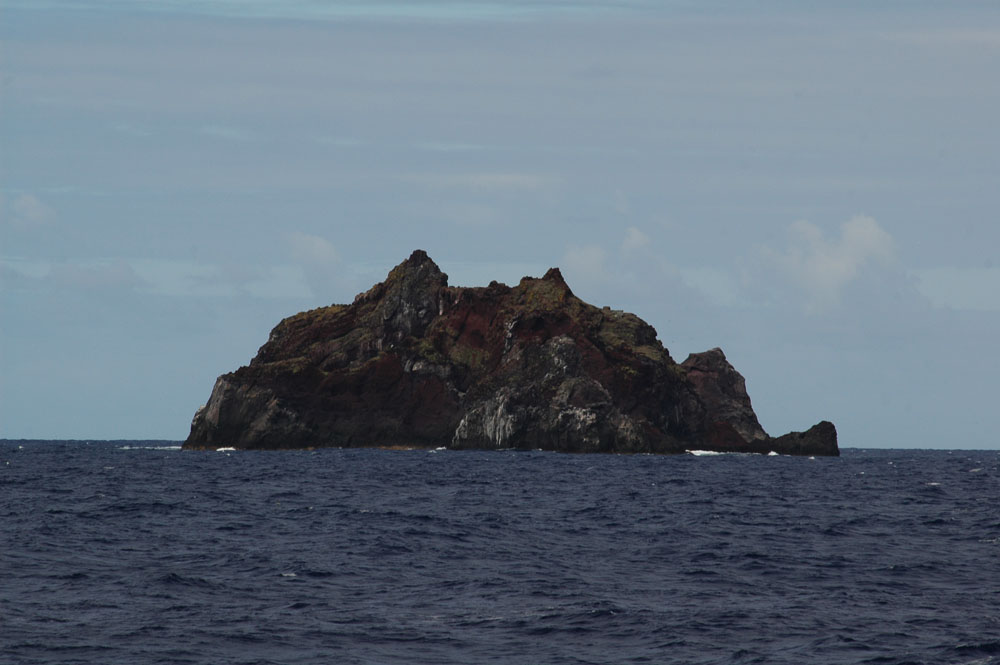
La roca vista desde el noreste.

## Área Importante de Aves
La isla forma parte del Área Importante de Aves de islas Kermadec, identificada como tal por BirdLife International, debido a que es un importante sitio de anidación de aves marinas.  Es el sitio de una colonia importante de noddies grises. También se han registrado allí la cría de  piqueros enmascarados.